# Anna Mörner
Anna C Mörner, född 20 mars 1945 i Stockholm, är en svensk hovrättsassessor.
Hon avlade juristexamen (jur. kand.) vid Stockholms universitet 1971 och gjorde tingstjänstgöring 1971-1974. Hon var vid Svea hovrätt, först som hovrättsfiskal 1975 och sedan hovrättsassessor mellan 1975 och 1982.
Mellan 1983 och 1985 var hon avdelningsdirektör på Statskontoret. Var sedan kommittésekreterare i Data- och Offentlighetskommittén 1985-1986. Sedan 1986 var hon rättssakkunnig på justitiedepartementet. Hon var även styrelseledamot i Kvinnor & Ekonomi AB.
Mörner är dotter till professor Göran Sidenbladh och Susanne Sidenbladh (född Hedenlund). Hon var gift 1969–1984 med Carl Gustav Mörner, född 1941.